# Morphocorixa lundbladi
Morphocorixa lundbladi är en insektsart som först beskrevs av Arthur Louis Arthurovic de Jaczewski 1931.  Morphocorixa lundbladi ingår i släktet Morphocorixa och familjen buksimmare. Inga underarter finns listade i Catalogue of Life.